# Visperterminen
Visperterminen é uma comuna da Suíça, no Cantão Valais, com cerca de 1.445 habitantes. Estende-se por uma área de 51,55 km², de densidade populacional de 28 hab/km². Confina com as seguintes comunas: Briga-Glis (Brig-Glis), Eisten, Simplon, Stalden, Staldenried, Visp, Zeneggen. 
A língua oficial nesta comuna é o Alemão.